# Hans Kmoch
Johann Joseph Kmoch, apodado Hans Kmoch (Austria, 25 de julio de 1894-13 de febrero de 1973) fue un Gran Maestro Internacional de ajedrez (nombrado por la FIDE en 1950). Posteriormente, en 1951, se hizo también acreedor al título de Árbitro Internacional. 
Kmoch nació en Austria en el seno de una familia de origen checo. Se trasladó a los Países Bajos en los años 1930 y finalmente a los Estados Unidos en 1947. 
Como jugador fue primero en el torneo de Debrecen 1925 y participó en los equipos olímpicos de Austria en 1927, 1930 y 1931. 
Se hizo muy conocido como autor de libros sobre ajedrez: su más famosa obra fue El poder del peón en ajedrez (en alemán: Die Kunst der Bauernführung), publicada en 1959. También escribió regularmente para la revista estadounidense Chess Review y editó el libro del torneo de Carlsbad 1929. Otra de sus obras distinguidas fue Jugadas maestras de Rubinstein, publicada en 1941.